# Sare (movimiento)

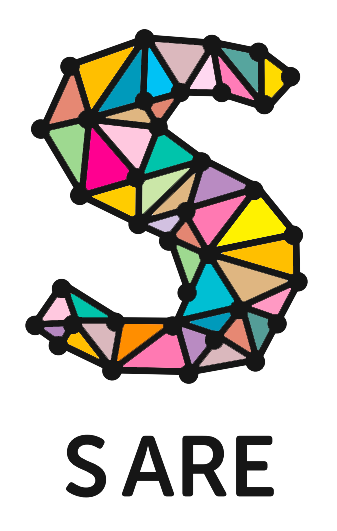
Logo de Sare

Sare (red, en euskera) es un movimiento de apoyo a los presos de ETA fundado en el País Vasco (España) en 2014. Desde entonces ha organizado numerosos actos  uno de cuyos objetivos principales ha sido el acercamiento de los presos etarras a País Vasco. Su portavoz es Joseba Azkarraga, exconsejero de Justicia del Gobierno vasco por Eusko Alkartasuna.
En julio de 2021 convocó una marcha en apoyo del etarra Henri Parot que se tenía que celebrar en Mondragón el día 18 de septiembre (31 kilómetros de marcha, los mismos que años llevaba Parot en la cárcel) pero que acabó desconvocando el día anterior ante la presión de las asociaciones de víctimas del terrorismo y de las instituciones vascas y españolas (ese mismo día 17 los gobiernos vasco y español habían organizado en Vitoria un homenaje a los 39 asesinados por Parot). La sustituyó por concentraciones en decenas de municipios vascos en contra de la ley de 2003 que aumentó los años máximos de cárcel para determinados delitos, como el de terrorismo, de 30 a 40 años y que Sare consideraba que era una forma «cadena perpetua encubierta».